# جيريمي أورمسكيرك
جيريمي أورمسكيرك (بالهولندية: Jeremy Ormskerk) مواليد 17 ديسمبر 1982 في أمستردام، هو لاعب كرة سلة هولندي سابق. بدأ مسيرته الاحترافية في سنة 2002. لعب في الدوري الهولندي لكرة السلة كلاعب هجوم خلفي. اعتزل اللعب في 2016. لعب مع نادي أمستردام لكرة السلة من سنة 2002 إلى 2006، ثم لعب مع نادي فيرت لكرة السلة في موسم 2008–2009.

## الإنجازات
- الدوري الهولندي لكرة السلة (1): 2005